# Touit batavicus
Touit batavicus е вид птица от семейство Папагалови (Psittacidae).

## Разпространение
Видът е разпространен във Венецуела, Гвиана, Колумбия, Суринам, Тринидад и Тобаго и Френска Гвиана.